# Minh Phú, Sóc Sơn
Minh Phú là một xã thuộc huyện Sóc Sơn, thành phố Hà Nội, Việt Nam. 

## Địa giới hành chính
- phía Bắc giáp 2 xã Minh Trí và Nam Sơn;
- phía Nam giáp 2 xã Hiền Ninh và Tân Dân;
- phía Đông giáp 2 xã Hiền Ninh và Nam Sơn;
- phía Tây giáp xã Minh Trí.[2]